# جان اف آلن
 جان اف آلن (انگلیسی: John F. Allen؛ زاده ۵ مه ۱۹۰۸ درگذشته ۲۲ آوریل ۲۰۰۱) یک فیزیک‌دان اهل کانادا-انگلستان بود.